# Dámasa Cabezón
Dámasa Cabezón (Salta, 1792-Valparaíso, 17 de marzo de 1861) fue una educadora argentino-chilena, pionera en la educación para mujeres en América del Sur en el siglo XIX. Hija del educador español José León Cabezón, fundó institutos educativos para chicas en Santiago de Chile (1838) y en La Paz, Bolivia (1845). En Chile se la considera la creadora de la primera generación de escuelas laicas chilenas para mujeres.

## Biografía
Dámasa Cabezón fue hija de María Martínez Outes y del educador español José León Cabezón. Su padre había emigrado de España a Salta, en el Virreinato del Río de la Plata, donde fundó una escuela para los niños de la clase alta virreinal. En 1820, cuando vivía en Buenos Aires, dio refugio a Javiera Carrera cuando fue perseguida por el gobierno después de intervenir para salvar la vida de sus hermanos. Ese mismo año se casó con el boliviano Germán Córdoba, quien la obligó a renunciar a su carrera educativa.
En 1828 acompañó a su padre a Santiago de Chile, donde recibió la protección de la familia Carrera. Comenzó a enseñar latín en una escuela similar a la de Salta que había fundado su padre.
En 1832, junto con su hermana Manuela, Cabezón abrió en Santiago una escuela para chicas que dirigió hasta 1845. Uno de sus alumnos fue un adolescente Santiago Calzadilla, a quien su madre hizo pasar por hija. En 1845 se trasladó a La Paz, donde había sido contratada por el gobierno de José Ballivián para establecer un instituto educativo para mujeres similar al que había fundado en Chile. Este instituto formó, entre otras chicas, a las futuras compositoras bolivianas Modesta Sanginés Uriarte y Teresa Laredo Aguayo.También estuvo entre sus alumnas la escritora, poetisa y traductora Mercedes Belzu.
Cuando volvió de Bolivia en 1848, dirigió una escuela en La Serena durante la mayor parte de la década de 1850, antes de retirarse a Valparaíso, donde murió en marzo de 1861. La investigadora Joyce Contreras Villalobos escribió que los intentos de Cabezón fueron los primeros en establecer institutos laicos de educación femenina en Chile.